# Geena Davis
Virginia Elizabeth "Geena" Davis (n. 21 ianuarie 1956) este o actriță americană, câștigătoare a unui premiu Oscar și Glob de Aur, nominalizată la Premiile Emmy, producătoare, scriitoare, atletă și fost model.

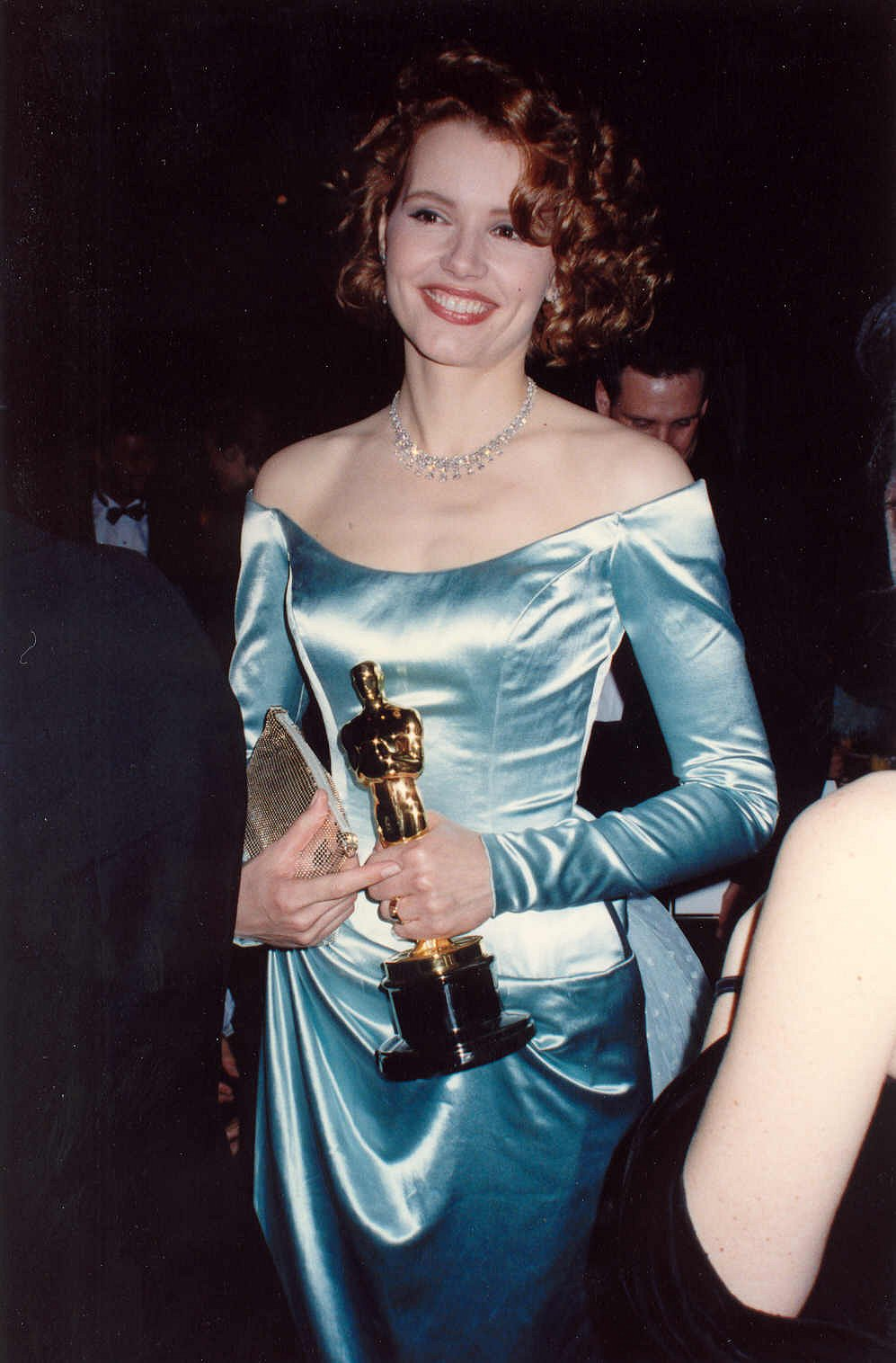
Geena Davis

## Filmografie

### Film
| An   | Titlu                                    | Rol                               | Note |
| ---- | ---------------------------------------- | --------------------------------- | --- |
| 1982 | Tootsie                                  | April Page                        | |
| 1985 | Fletch                                   | Larry                             | |
| 1985 | Secret Weapons                           | Tamara Reshevsky/Brenda           | Television movie |
| 1985 | Transylvania 6-5000                      | Odette                            | |
| 1986 | The Fly                                  | Veronica Quaife                   | Nominalizare—Saturn Award for Best Actress |
| 1988 | Beetlejuice                              | Barbara Maitland                  | |
| 1988 | Earth Girls Are Easy                     | Valerie Gail                      | |
| 1988 | The Accidental Tourist                   | Muriel Pritchett                  | Academy Award for Best Supporting Actress |
| 1990 | Quick Change                             | Phyllis Potter                    | |
| 1991 | Thelma & Louise                          | Thelma Yvonne Dickinson           | - Boston Society of Film Critics Award for Best Actress - David di Donatello Award for Best Foreign Actress (tied with Susan Sarandon) - National Board of Review Award for Best Actress (tied with Susan Sarandon) - New York Film Critics Circle Award for Best Actress (2nd place, tied with Susan Sarandon) - Nominalizare—Academy Award for Best Actress - Nominalizare—BAFTA Award for Best Actress in a Leading Role - Nominalizare—Chicago Film Critics Association Award for Best Actress - Nominalizare—Golden Globe Award for Best Actress – Motion Picture Drama - Nominalizare—Los Angeles Film Critics Association Award for Best Actress - Nominalizare—MTV Movie Award for Best Female Performance - Nominalizare—MTV Movie Award for Best On-Screen Duo (tied with Susan Sarandon) |
| 1992 | A League of Their Own                    | Dottie Hinson                     | - Nominalizare—Golden Globe Award for Best Actress – Motion Picture Musical or Comedy - Nominalizare—MTV Movie Award for Best Female Performance |
| 1992 | Hero                                     | Gale Gayley                       | |
| 1993 | Princess Scargo and the Birthday Pumpkin | Narrator (voice)                  | short subject |
| 1994 | Angie                                    | Angie Scacciapensieri             | |
| 1994 | Speechless                               | Julia Mann                        | - also producer - Nominalizare—Golden Globe Award for Best Actress – Motion Picture Musical or Comedy |
| 1995 | Cutthroat Island                         | Morgan Adams                      | |
| 1996 | The Long Kiss Goodnight                  | Samantha Caine / Charly Baltimore | - also producer - Nominalizare—Saturn Award for Best Actress |
| 1999 | Stuart Little                            | Mrs. Eleanor Little               | Nominalizare—Saturn Award for Best Supporting Actress |
| 2002 | Stuart Little 2                          | Mrs. Eleanor Little               | |
| 2006 | Stuart Little 3: Call of the Wild        | Mrs. Eleanor Little               | voice |
| 2009 | Accidents Happen                         | Gloria Conway                     | |
| 2009 | Exit 19                                  | Gloria Woods                      | Television movie |
| 2013 | In a World...                            | Katherine Huling                  | |

### Televiziune
| An        | Titlu                | Rol                       | Note |
| --------- | -------------------- | ------------------------- | --- |
| 1983–1984 | Buffalo Bill         | Wendy Killian             | 26 episoade |
| 1983      | Knight Rider         | Grace Fallon              | Episode: "K.I.T.T. The Cat" |
| 1984      | Family Ties          | Karen Nicholson           | 3 episoade |
| 1984      | Riptide              | Dr. Melba Bozinsky        | Episode: "Raiders of the Lost Sub" |
| 1985      | Sara                 | Sara McKenna              | 13 episoade |
| 1985      | Remington Steele     | Sandy Dalrymple           | Episode: "Steele in the Chips" |
| 2000–2001 | The Geena Davis Show | Teddie Cochran            | 22 episoade |
| 2003      | Will & Grace         | Janet Adler               | Episode: "The Accidental Tsuris" |
| 2005–2006 | Commander in Chief   | President Mackenzie Allen | 19 episoade - Golden Globe Award for Best Actress – Television Series Drama - Nominalizare—Primetime Emmy Award for Outstanding Lead Actress – Drama Series - Nominalizare—Satellite Award for Best Actress – Television Series Drama - Nominalizare—Screen Actors Guild Award for Outstanding Performance by a Female Actor in a Drama Series |
| 2012      | Coma                 | Dr. Agnetta Lindquist     | 2 episoade |

## Premii și nominalizări
| An   | Asociație                                   | Categorie                                                   | Lucrare nominalizată    | Rezultat     |
| ---- | ------------------------------------------- | ----------------------------------------------------------- | ----------------------- | ------------ |
| 1987 | Saturn Awards                               | Best Actress                                                | The Fly                 | Nominalizare |
| 1989 | Academy Awards                              | Best Supporting Actress                                     | The Accidental Tourist  | Câștigat     |
| 1991 | Boston Society of Film Critics Awards       | Best Actress                                                | Thelma & Louise         | Câștigat     |
| 1991 | Los Angeles Film Critics Association Awards | Best Actress                                                | Thelma & Louise         | Nominalizare |
| 1991 | National Board of Review                    | Best Actress (with Susan Sarandon)                          | Thelma & Louise         | Câștigat     |
| 1991 | New York Film Critics Circle Awards         | Best Actress (with Susan Sarandon)                          | Thelma & Louise         | Nominalizare |
| 1992 | Academy Awards                              | Best Actress                                                | Thelma & Louise         | Nominalizare |
| 1992 | BAFTA Awards                                | Best Actress in a Leading Role                              | Thelma & Louise         | Nominalizare |
| 1992 | Chicago Film Critics Association Awards     | Best Actress                                                | Thelma & Louise         | Nominalizare |
| 1992 | Golden Globe Awards                         | Best Actress – Motion Picture Drama                         | Thelma & Louise         | Nominalizare |
| 1992 | MTV Movie Awards                            | Best Female Performance                                     | Thelma & Louise         | Nominalizare |
| 1992 | MTV Movie Awards                            | Best On-Screen Duo (with Susan Sarandon)                    | Thelma & Louise         | Nominalizare |
| 1992 | People's Choice Awards                      | Favorite Dramatic Motion Picture Actress                    | Herself                 | Nominalizare |
| 1993 | Golden Globe Awards                         | Best Actress – Motion Picture Musical or Comedy             | A League of Their Own   | Nominalizare |
| 1993 | MTV Movie Awards                            | Best Female Performance                                     | A League of Their Own   | Nominalizare |
| 1995 | Golden Globe Awards                         | Best Actress – Motion Picture Musical or Comedy             | Speechless              | Nominalizare |
| 1997 | Saturn Awards                               | Best Actress                                                | The Long Kiss Goodnight | Nominalizare |
| 2000 | Saturn Awards                               | Best Supporting Actress                                     | Stuart Little           | Nominalizare |
| 2005 | Satellite Awards                            | Best Actress – Television Series Drama                      | Commander in Chief      | Nominalizare |
| 2006 | Golden Globe Awards                         | Best Actress – Television Series Drama                      | Commander in Chief      | Câștigat     |
| 2006 | Primetime Emmy Awards                       | Outstanding Lead Actress in a Drama Series                  | Commander in Chief      | Nominalizare |
| 2006 | Screen Actors Guild Awards                  | Outstanding Performance by a Female Actor in a Drama Series | Commander in Chief      | Nominalizare |